# Gongkar-Tradition

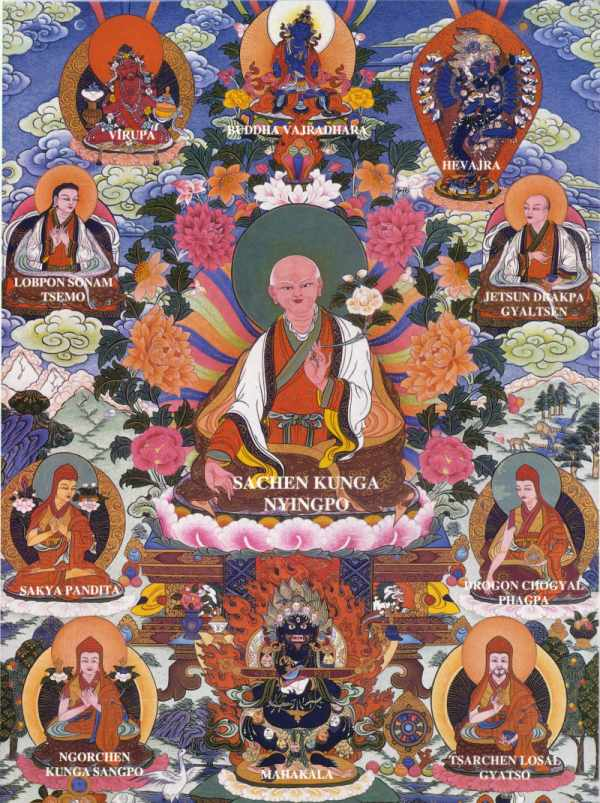
Sakya-Gründungsväter

Die Gongkar-Tradition (tib.: gong dkar pa) oder Dzongpa (rdzong pa) bzw. Spätere-Dzongpa-Tradition ist eine Unterschule der Sakya-Tradition des tibetischen Buddhismus (Vajrayana). Die Sakya-Tradition gehört zu den vier großen buddhistischen Traditionen (Nyingma, Kagyü, Sakya und Gelug) in Tibet.
Diese Unterschule wurde von Gongkar Künga Namgyel (gong dkar kun dga' rnam rgyal; 1432–1496) mit der Errichtung des Klosters Gongkar Chöde (gong dkar chos sde) oder Gongkar Dorjeden (gong dkar rdo rje gdan) bzw. Dorjeden Gompa (rdo rje gdan dgon pa) im Jahr 1464 in Gonggar (Gongkar) in Tibet gegründet.
Die Gongkarpa führen die tantrische Tradition der Sakya-Linie fort.
Im Unterschied zum Früheren Dzongpa-Schulsystem des Dzongpa Künga Gyeltshen (1382–1436) wird sie nach Dzongpa Künga Namgyel (1432–1496) als das Spätere Dzongpa-Schulsystem bezeichnet.